# Liste der Nummer-eins-Hits in Brasilien (2025)
Diese Liste der Nummer-eins-Hits basiert auf den offiziellen Charts von Pro-Música Brasil, der brasilianischen Landesgruppe der IFPI, im Jahr 2025. Die Charts basieren vollständig auf Streaming und werden monatlich ermittelt.

## Singles
| ← 2024 ← | Liste der Nummer-eins-Hits in Brasilien | Liste der Nummer-eins-Hits in Brasilien                                               | Liste der Nummer-eins-Hits in Brasilien |                           |
| \| Zeitraum \| Mt. ges. \| Interpret \| Titel Autor(en) \| Zusätzliche Informationen \| \| (Zeitraum, Monate auf Platz eins, Interpret, Titel, Autor[en], zusätzliche Informationen) \| \| \| \| \| \| ----------------------------------------------------------------------------------------- \| -------- \| ------------------------------------------------------------------------------------- \| --------------------------------------------------------------------------------------------------------------------------------------------------------------------------------------------------------------------------------------------------------------------------- \| ------------------------- \| \| Januar 2025 – Februar 2025 2 Monate \| 2 \| Oruam, Zé Felipe & MC Tuto feat. DJ LC da Roça, MC K9, MC Rodrigo do CN & MC PL Alves \| Oh garota eu quero você só pra mim Emerson Teixeira Muniz, Everton Ribeiro dos Santos, José Felipe Rocha Costa, José Rodrigo dos Santos Silva, Lucas Simão dos Santos, Mauro Davi dos Santos Nepomuceno \| – \| \| März 2025 1 Monat \| 1 \| DG e Batidão Stronda, Mc Davi, J. Eskine & MC G15 \| Mãe solteira Alef Santos Nunes, Bruno Mario Pessoa de Melo Luna, Davi ALmeida dos Santos, Filipe Kartalian Ayrosa Galvao, Gabriel da Paixão Soares, Gabriel de Lucca da Costa Mota, Geovane Henrique Freire de Lira, Guilherme da Silva Alves, Jonathan Eskine, Luan Sacada \| – \| \| April 2025 – Mai 2025 2 Monate \| 2 \| Diego e Victor Hugo \| Tubarões (ao vivo) Daniel Rangel, Douglas da Silva Barra, Hermes Adriano de Jesus Fagundes, Paulo Ícaro Martins Andrade, Rodrigo Costa \| – \| \| Juni 2025 – Juli 2025 2 Monate \| 2 \| Grupo Menos é Mais feat. Simone Mendes \| P do pecado (ao vivo) Marder Bezerra Nunes, Welvis Elan de Souza Sarmento, Vismarck Ricardo Silva Martins, Valdimar Silva Martins \| – \| |                                         |                                                                                       | |                           |
| ← 2024 |                                         |                                                                                       | |                           |
| Zeitraum | Mt. ges.                                | Interpret                                                                             | Titel Autor(en) | Zusätzliche Informationen |
| (Zeitraum, Monate auf Platz eins, Interpret, Titel, Autor[en], zusätzliche Informationen) |                                         |                                                                                       | |                           |
| Januar 2025 – Februar 2025 2 Monate | 2                                       | Oruam, Zé Felipe & MC Tuto feat. DJ LC da Roça, MC K9, MC Rodrigo do CN & MC PL Alves | Oh garota eu quero você só pra mim Emerson Teixeira Muniz, Everton Ribeiro dos Santos, José Felipe Rocha Costa, José Rodrigo dos Santos Silva, Lucas Simão dos Santos, Mauro Davi dos Santos Nepomuceno                                                                     | –                         |
| März 2025 1 Monat | 1                                       | DG e Batidão Stronda, Mc Davi, J. Eskine & MC G15                                     | Mãe solteira Alef Santos Nunes, Bruno Mario Pessoa de Melo Luna, Davi ALmeida dos Santos, Filipe Kartalian Ayrosa Galvao, Gabriel da Paixão Soares, Gabriel de Lucca da Costa Mota, Geovane Henrique Freire de Lira, Guilherme da Silva Alves, Jonathan Eskine, Luan Sacada | –                         |
| April 2025 – Mai 2025 2 Monate | 2                                       | Diego e Victor Hugo                                                                   | Tubarões (ao vivo) Daniel Rangel, Douglas da Silva Barra, Hermes Adriano de Jesus Fagundes, Paulo Ícaro Martins Andrade, Rodrigo Costa | –                         |
| Juni 2025 – Juli 2025 2 Monate | 2                                       | Grupo Menos é Mais feat. Simone Mendes                                                | P do pecado (ao vivo) Marder Bezerra Nunes, Welvis Elan de Souza Sarmento, Vismarck Ricardo Silva Martins, Valdimar Silva Martins | –                         |